# Ugo Volli
Ugo Volli (Trieste, 27 novembre 1948) è un semiologo e filosofo italiano.

## Biografia
Collabora dalla fondazione (1971) alla rivista Versus - Quaderni di studi semiotici, diretta da Umberto Eco. Si è laureato nel 1972 con i relatori Corrado Mangione e Ludovico Geymonat. Dal 1973 al 1976 ha lavorato alla casa editrice Bompiani. Dal 1976 al 2009 è stato critico teatrale del quotidiano La Repubblica (ma occasionalmente ha scritto anche per altri giornali e periodici, quali L'Espresso, Panorama, L'Europeo, Epoca, Specchio (settimanale de La Stampa), Il Mondo, Grazia, Il Mattino di Napoli, e Avvenire).
Di religione ebraica, dal 2006 al 2012 è stato presidente della sinagoga riformata Lev Chadash. Oltre a recensire libri su Mosaico, scrive di ebraismo e Medio Oriente su Pagine Ebraiche, Moked, Shalom e Informazione Corretta. Dalle pagine di quest'ultimo sito si evince la sua adesione alla teoria geopolitica detta Eurabia. Dal 1983 ha insegnato Filosofia del linguaggio presso la Facoltà di Lettere e filosofia dell'Università degli Studi di Bologna, dove ha anche insegnato "Struttura della figurazione" (al DAMS, negli anni 1976-1983), collaborando altresì con l'ISTA («International School of Theatre Anthropology», diretta da Eugenio Barba).
È stato consulente scientifico dell'Enciclopedia Treccani per argomenti legati alla moda e ha tenuto seminari a Bonn, Volterra, Lima e New York. Ha insegnato anche "Semiotica della moda" a Bologna (1992-2000), "Storia del costume e della moda" (1995-2000) e "Semiotica" (1994-2002) presso la IULM di Milano.  La New Bulgarian University di Sofia (Bulgaria) gli ha concesso una laurea honoris causa nel giugno 2010.
Ha avuto esperienze di insegnamento anche alla Brown University di Rhode Island, a Sofia (Bulgaria), Haifa e ad Helsinki (alla Facoltà di Disegno industriale) e ha fatto parte di diversi collegi per la valutazione di tesi di laurea e ricerche in altre università. Dal 2000 è stato chiamato quale professore ordinario dall'Università degli Studi di Torino, dove insegna "Semiotica del testo" e "Filosofia della comunicazione", collaborando con altre istituzioni della città per mostre e altre iniziative culturali. È direttore del CIRCE (Centro Interdipartimentale di Ricerca sulla Comunicazione) dell'Università di Torino e ha guidato ricerche nazionali e internazionali. Presiede il corso di laurea magistrale in Comunicazione e culture dei media.
Residente a Milano, è attualmente compagno della storica dell'arte Martina Corgnati. Ha due figli, nati da un matrimonio terminato col divorzio..

## Opere
- La scienza e l'arte: nuove metodologie di ricerca scientifica sui fenomeni artistici (a cura di), Milano: Mazzotta, 1972
- Retorica delle stelle, Roma: L'Espresso, 1979; n. ed. ampliata come Il linguaggio dell'astrologia, Milano: Bompiani, 1988
- Come si vede il telegiornale (con Omar Calabrese), Roma-Bari: Laterza, 1980; poi come Il telegiornale, istruzioni per l'uso, ivi, 1995
- La quercia del duca. Vagabondaggi teatrali, Milano: Feltrinelli, 1989
- Contro la moda, Milano: Feltrinelli, 1990
- Jeans, Milano: Lupetti, 1991
- Apologia del silenzio imperfetto: cinque riflessioni intorno alla filosofia del linguaggio, Milano: Feltrinelli, 1991
- Per il politeismo: esercizi di pluralità dei linguaggi, Milano: Feltrinelli, 1992
- Il libro della comunicazione, Milano: Il saggiatore, 1994, n.ed. ampliata come Il nuovo libro della comunicazione, ivi, 2007
- Fascino: feticismi e altre idolatrie, Milano: Feltrinelli, 1997
- Il televoto: la campagna elettorale in televisione (a cura di, con Marino Livolsi), Milano: Angeli, 1997
- Block modes. Il linguaggio del corpo e della moda, Milano: Lupetti, 1998
- La comunicazione politica tra prima e seconda repubblica (a cura di, con Marino Livolsi), Milano: Angeli, 1998
- Una scrittura del corpo, Roma: Stampa alternativa, 1998
- Manuale di semiotica, Roma-Bari: Laterza, 2000; n. ed. 2007
- Personalizzazione e distacco: le elezioni europee e regionali 1999 (a cura di, con Marino Livolsi), Milano: Angeli, 2000
- Il corpo della danza, con Piero Tauro, Rovereto: Osiride, 2001
- Figure del desiderio. Corpo, testo, mancanza, Milano: Raffaello Cortina, 2002
- Culti TV: il tubo catodico e i suoi adepti (a cura di), Milano: Sperling & Kupfer, 2002
- Nel paese della pubblicità (a cura di), Milano: Skira, 2003
- Semiotica della pubblicità, Roma-Bari: Laterza, 2003
- Lo sguardo del turista e il racconto dei luoghi (a cura di, con Rossana Bonadei), Milano: Angeli, 2003
- L'attesa continua (a cura di, con Marino Livolsi), Milano: Angeli, 2003
- Laboratorio di semiotica, Roma-Bari: Laterza, 2005
- Rumor e pettegolezzi: l'importanza della comunicazione informale (a cura di, con Marino Livolsi), Milano: Franco Angeli, 2005
- Semiotica, antologia di testi (a cura di, con Gianfranco Bettetini, Omar Calabrese, Anna Maria Lorusso e Patrizia Violi), Milano: Cortina, 2005
- Superstar: 99 miti del '900, (a cura di), Milano: Motta, 2006
- Lezioni di filosofia della comunicazione, Roma-Bari: Laterza 2008
- Parole in gioco. Piccolo inventario delle idee correnti, Bologna: Compositori, 2009
- Tsibi Geva. Il canto della terra, (con Eduardo Secci), Milano: Skira, 2010
- Ieri, oggi, domani. Studi sulla previsione nelle scienze umane, (con Gina M. De Maria e Massimo Leone), Roma: Aracne, 2011
- Domande alla Torah. Semiotica e filosofia della Bibbia ebraica, Palermo: L'epos, 2012
- Musica sono per me le Tue leggi. Storie di Davide, re di Israele, Collana I fari n.131, Milano, La nave di Teseo, 2022, ISBN 978-88-346-1221-7.